# NGC 2626
NGC 2626 је емисионо-рефлексиона маглина у сазвежђу Једра која се налази на NGC листи објеката дубоког неба.
Деклинација објекта је - 40° 40' 20" а ректасцензија 8h 35m 31,0s. Привидна величина (магнитуда) објекта NGC 2626 износи 14,3. NGC 2626 је још познат и под ознакама ESO 313-N*4.